# Hervormde Kerk (Leipzig)
De Hervormde Kerk (Duits: Reformierte Kirche) is een protestants kerkgebouw in de Duitse stad Leipzig. Het in de stijl van neorenaissance gebouwde godshuis met de karakteristieke 73 meter hoge toren bevindt zich ten noorden van de historische binnenstad, aan de Tröndlinring/hoek Ecke Löhrstraße.

## Geschiedenis
Rond het jaar 1700 vormden hugenoten uit Frankrijk een eigen kerkelijke gemeente. In de loop der tijd groeide deze gemeente door aanwas uit andere gebieden.
In de jaren 1896-1899 werd ter vervanging van de oude kerk de huidige kerk samen met de pastorie naar een ontwerp van Georg Weidenbach en Richard Tschamme gebouwd. De kerk werd op 12 maart 1899 voor het eerst in gebruik genomen. Het complex geldt als eerste voorbeeld in Duitsland van een bouwkundige eenheid van kerk en pastorie. Het ontwerp werd tegen het einde van de 19e eeuw beloond met een eerste prijs op de Wereldtentoonstelling te Parijs.
Tijdens de zware luchtaanvallen in de nacht van 4 december 1943 op Leipzig werd de kerk beschadigd. Sinds 1950 kon de kerk weer in gebruik worden genomen. Met de installatie van een nieuw orgel in 1969 werden de herstelwerkzaamheden afgerond.

## De kerk in de DDR-periode
Na 1945 ruilden veel families uit Leipzig hun oude woonplaats in voor de vestiging in de Bondsrepubliek. Degenen die bleven waren niet allemaal bestand tegen de atheïstische druk van de staat. Ook de instroom uit de traditioneel protestantse gebieden van Hessen en het Rijnland, die in de jaren voor 1945 zo had bijgedragen aan de sterke groei van de gemeenschap, stokte. Dit alles leidde tot een aanzienlijke vermindering van het aantal kerkleden. Desondanks bleef een hechte gemeenschap loyaal aan de kerk. In 1989 was de kerkgemeenschap actief betrokken bij de vreedzame revolutie. Na de Nicolaaskerk volgde de Hervormde Kerk van Leipzig op 2 oktober met de organisatie van gebedsbijeenkomsten voor de vrede. Op 9 oktober werd er heimelijk een van de demonstraties, die later zouden leiden tot de massa-demonstraties voor meer democratie en tegen de DDR-politiek, vanaf de toren van de kerk gefilmd. De beelden ervan verschenen één dag later op de televisie.
Het gebouw onderging in de jaren 1992-1996 een omvangrijke restauratie. Het 100-jarig jubileum van het kerkgebouw in 1999 en de 300-ste verjaardag van de kerkelijke gemeente in het jaar 2000 was voor de gemeente aanleiding om dankbaar terug te kijken en het inschrift "Gott gebe Wachstum" (God geve wasdom) aan de kerk te bevestigen.